# پاول دوگل
پاول دوگل (بلاروسی: Павал Мікалаевіч Доўгаль؛ زادهٔ ۲۲ دسامبر ۱۹۷۵) ورزشکار دو و میدانی اهل بلاروس است.